# Developing Virtue Secondary School
Developing Virtue Secondary School is een privéschool voor boeddhistisch en Chinees middelbaar onderwijs. De school ligt in Talmage, Californië. Het was de eerste boeddhistische middelbare school in de Verenigde Staten.
De school maakt deel uit van de City of Ten Thousand Buddhas, een van de grootste boeddhistische kloosters op het westelijk halfrond. De school is ook onderdeel van Dharma Realm Buddhist Association (DRBA).
De school werd in 1981 opgericht door meestermonnik Hsuan Hua en is verdeeld in een jongensschool en meisjesschool. De leerlingen zijn voornamelijk Aziatisch en komen uit landen als Taiwan, Maleisië, Singapore, België, Frankrijk, Duitsland, Luxemburg en Nederland.

## Curriculum
De leerlingen krijgen les in vakken zoals andere openbare middelbare scholen in Amerika. De volgende vakken treft men niet aan in andere scholen:
- Boeddhistische studies
- Deugdenstudies
- Wereldreligiestudies
- Meditatie
- Chinese taal
- Tai chi